# Kenji Fukaya
Kenji Fukaya (深谷 賢治, Fukaya Kenji) est un mathématicien japonais né le 12 mars 1959. Il est connu pour ses travaux en géométrie symplectique et en géométrie riemannienne.Ses nombreuses contributions fondamentales aux mathématiques incluent la découverte de la catégorie de Fukaya. Il est membre permanent du corps professoral du Simons Center for Geometry and Physics et professeur de mathématiques à l'université de Stony Brook.

## Biographie

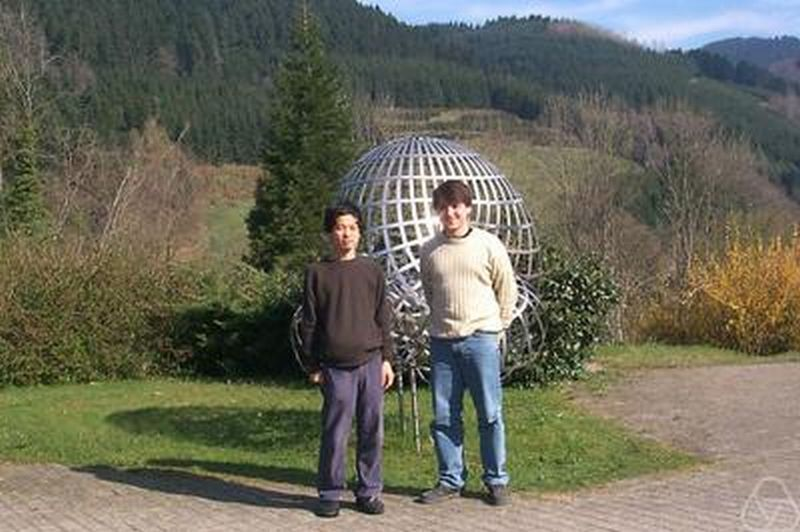
Kenji Fukaya (gauche) avec Paul Seidel, Oberwolfach 2002

Kenji Fukaya étudie les mathématiques à l'université de Tokyo, où il obtient son BA en 1981 et son doctorat en 1986. En 1987, il rejoint la faculté de l'université de Tokyo en tant que professeur associé, puis il devient professeur titulaire à l'université de Kyoto en 1994. En 2013, il part aux États-Unis rejoindre la faculté du Centre Simons de géométrie et de physique à Stony Brook.
La catégorie de Fukaya, qui porte son nom, est la catégorie {\displaystyle A_{\infty }} dont les objets sont les sous-variétés lagrangiennes d'une variété symplectique donnée. Elle et est intimement liée à l'homologie de Floer. Sa preuve, en collaboration avec Kaoru Ono (en), d'une version faible de la conjecture d'Arnold constitue une autre contribution notable à la géométrie symplectique.  Parmi les nombreuses autres contributions qu’il a apportées aux mathématiques, les théorèmes importants qu’il a démontrés en géométrie riemannienne et ses travaux sur des sujets liés à la physique, tels que la théorie de jauge et la symétrie miroir sont à relever.
Kenji Fukaya reçoit le prix de géométrie de la société mathématique du Japon en 1989 et le prix du printemps en 1990 et 1994. Il est également lauréat du prix Inoue en 2002, du prix de l'Académie des sciences du Japon en 2003, du prix Asahi en 2009 et du prix Fujiwara en 2012. Il siège au conseil d'administration de la Société mathématique du Japon et au comité de mathématiques du Conseil des sciences du Japon.
En 2025, il est lauréat du prix Shaw de mathématiques.

## Sélection de publications
- « Collapsing Riemannian Manifolds and Eigenvalues of Laplace-Operators », Inventiones Mathematicae, vol. 87,‎ 1987, p. 517-557 (DOI 10.1007/BF01389241)
- en collaboration avec T. Yamaguchi, « The fundamental group of almost non negatively curved manifolds », Annals of Mathematics, vol. 136,‎ 1992, p. 253-333 (DOI 10.2307/2946606, MR 1185120, zbMATH 0770.53028)
- en collaboration avec Jeff Cheeger et Mikhaïl Gromov, « Nilpotent structures and invariant metrics on collapsed manifolds », Journal of the American Mathematical Society, vol. 5,‎ 1992, p. 327-372 (DOI 10.1090/S0894-0347-1992-1126118-X )
- en collaboration avec Kaoru Ono (en), « Arnold conjecture and Gromov-Witten invariant », Topology, vol. 38,‎ 1999, p. 933-1048 (DOI 10.1016/S0040-9383(98)00042-1 )
- en collaboration avec Y. Oh, H. Ohta, K. Ono Lagrangian intersection Floer theory- anomaly and obstruction, 2007
- Morse homotopy, {\displaystyle A_{\infty }}-Category, and Floer homologies, in H. J. Kim (editor) Proceedings of Workshop on Geometry and Topology, Seoul National University, 1994, p. 1 – 102
- Floer homology and mirror symmetry. II. Minimal surfaces, geometric analysis and symplectic geometry, Adv. Stud. Pure Math. 34, Math. Soc. Japan, Tokyo, 2002, p. 31–127
- Multivalued Morse theory, asymptotic analysis and mirror symmetry in Graphs and patterns in mathematics and theoretical physics, Proc. Sympos.Pure Math. 73, American Mathematical Society, 2005, p. 205–278
- Éditeur: Topology, Geometry and Field Theory, World Scientific 1994
- Éditeur: Symplectic geometry and mirror symmetry (Korea Institute for Advanced Study conference, Seoul 2000), World Scientific 2001
- Théorie de jauge et topologie (en japonais), Springer Verlag, Tokyo 1995
- Géométrie symplectique (en japonais), Iwanami Shoten 1999